# Monastère Deir es-Sultan
Le monastère Deir es-Sultan à Jérusalem est un monastère de l'Église copte orthodoxe, installé sur le toit de la chapelle Sainte-Hélène du Saint-Sépulcre

## Historique
Le monastère s'appelait à l'origine Deir el-Malak (le monastère de l'Ange). Confisqué aux coptes par les croisés, il leur est rendu par Saladin en 1187, et prend le nom de Deir el-Sultan (le monastère du Sultan).
Par la suite, les Éthiopiens ont libre accès au Saint-Sépulcre. Mais au XVIe siècle, à la suite des guerres entre l’Adal et l'Abyssinie , la communauté éthiopienne de Palestine, oubliée, se retrouve trop démunie. Les éthiopiens sont alors expulsés du Saint-Sépulcre et s'installent dans deux petites chapelles extérieures partagées avec les coptes.
Après que l'accès leur en est fermé en 1890, le sultan ottoman Abdülhamid II leur accorde le droit d’installer une grande tente sur le toit du Saint-Sépulcre pour célébrer Pâques. C'est toujours la situation actuelle. À la suite de l'occupation en 1967 de Jérusalem-Est par l'État d'Israël, les pouvoirs locaux ont de facto accordé à la communauté éthiopienne l'occupation du site; occupation jugée illégitime par la cour suprême d'Israël en 1971.
On y trouve la réplique d'un village en miniature.